# Ajuntament d'Alzira
L'Ajuntament o Casa Consistorial del municipi d'Alzira, Ribera Alta, País Valencià, és un edifici administratiu, seu de l'ajuntament. Se situa a l'eix de l'antiga vila d'Alzira, és d'estil renaixentista construït a partir de la segona meitat del segle xvi. L'edifici fou declarat Monumento Histórico Artístico el 17-12-1930 (BOE de 18.12.1930). Està situat entre el carrer Sant Roc i la plaça de Casassús.

## Descripció

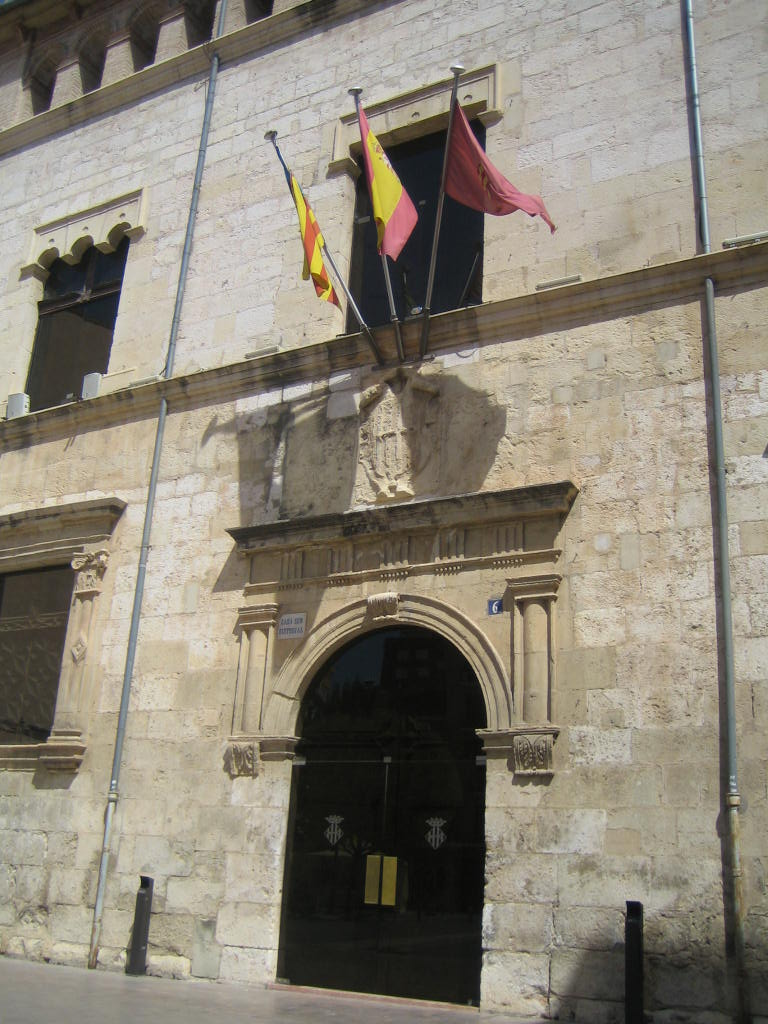
Portada principal

L'edifici es va construir entre els anys 1547 i 1606, el 1549 ja estarien fets els ciments i l'estructura base, i el 1603 finalitzarien les obres de l'escala i la galeria superior. L'artífex principal va ser Jaume Piquer (segons opinió de Tormo), amb la col·laboració d'altres mestres pedrapiquers, com Guillem Torres i Joan Lemosin, a més dels mestres de tàpies Miquel Joan i Cosme Rodríguez, i el fuster Cosme Castany.
Es tracta d'un edifici quadrangular, coberta tres aigües amb teula àrab. Les seues estances s'organitzen al voltant d'una galeria rectangular. A la planta baixa destaca el vestíbul, dividit en dos espais per un arc carpanell (típic dels palaus valencians), en el primer es troba l'escala que porta al primer pis, en el segon s'ha construït una escala per a comunicar amb la part nova de l'ajuntament. En el primer pis se situa el Saló Noble, espai rectangular i paral·lel a la façana, il·luminat per tres finestrals. El Saló té un sostre de teginat de fusta fet per Pere o Pedro Girabo; un sòcol negre, parament que imita la pedra, i a la part superior una cornisa de fusta dividida en tres franges (a la intermèdia es repeteix l'escut de la vila i a l'última hi ha uns petits permòdols que sembla que sostenen el teginat). L'accés a aquesta estança es fa per una porta barroca, ricament decorada amb elements al·legòrics.
A la façana hi ha motius renaixentistes a la planta baixa, ordenada a la clàssica amb pilastres corínties i entaulament per dintell a les finestres o mitges pilastres de dau convex que flanquegen l'arc de mig punt de la porta; a la segon hi han tres finestrals coronelles (tret que ha fet pensar en la possibilitat que siguen una reutilització d'un altre edifici). És una façana simètrica, on la planta baixa presenta una portada central amb un arc de mig punt, flanquejada per dues finestres de llinda.
S'accedeix a l'interior d'aquest edifici per la portalada clásica de la façana principal. Aquest espai correspon a una àmplia galeria o crugia de gran altura, on la coberta és suportada per onze bigues d'uns sis metres de llargària, entre les quals s'intercalen xicotetes voltes. Els costat dret d'aquest vestíbul donava pas als calabossos municipals, estructurats a partir de tres estances diferenciades: les dues primeres cobertes per bigues amb voltes intercales, i l'última rematada per un sostre voltat.
Al costat oposat, i il·luminada per l'ampli finestró, trobem els dos primers trams rectes de l'escala d'honor. Segons la publicació Vieja Alzira, aquesta escala estava engalanada per una espècie de galeria formada per tres arquets apuntats, els quals se sostenien a partir d'esveltes columnetes, procedents de l'antic pati amb què comptava aquesta casa en època medieval, disposició que s'utilitzava quotidianament en les mansions de la mateixa època i estil a València, Barcelona, Palma o Sicilia. Aquesta última informació apuntada manca d'una base documental de l'època que certifique l'existència d'aquests arquets, però tracicionalment s'ha mantés aquest idea.
A la planta noble hi ha tres finestrals que segueixen els esquemes gòtics, i que es corresponen verticalment amb els dos inferiors i la portada. Els dos laterals són originals, ambdós sense columnetes. El central es va eixamplar per a col·locar-hi un balcó, ara desaparegut després d'una restauració que ha tornat a la façana la seua disposició original. L'habitacle més important d'aquesta planta és el conegut com a Saló Noble o Sala Nova, s'accedeix a aquesta sala travessant una porta d'estil barroc, carregada d'elements al·legòrics: dos angelots sustenten un grapat de fruits, flanquejant els escuts de la Vila i de la Corona d'Aragó, per acabar, un medalló en símbol al testament deixat per Jaume I.
Aquesta saló presenta una planta de forma rectangular i ocupa al voltant d'uns 106,76 m2, amb un sòl ceràmic que barreja peces quadrades, blanques i negres als angles, dibuixades a través dels quarts d'esfera resultants. Però, l'element més destacat d'aquest saló és el cassetonat del sostre el qual ens remet a un passat morisc, aquest dibuixa amb fusta de tonalitat rogenca, formes triangulars amb florons daurats en les seues convergències, rodejat per una motllura d'aproximadament vint-i-cinc centímetres d'altura, la qual queda sostinguda gràcies a unes mènsules. Elias Tormo, va atribuir com a principal artífex d'aquesta coberta a Pere Gibado. Aquest teginat fou restaurat durant l'any 2008, ja que es trobava en un estat de conservació bastant deficient.
El tercer cos que remata la façana es portaria a terme durant l'any 1603 pel mateix artífex Guillem Torres, i ens conformaria l'aspecte de l'actual Casa Consistorial. Amb aquesta remodelació s'afegiria una espècie de galeria oberta formada per catorze arquets de mig punt continus, fets de rajola de fang buit a cordell. Un arquitrau s'encarrega de sustentar la cornisa a la qual dona l'aiguavés de la teulada.
En summa, ens trobem davant un edifici que barreja una portalada articulada a través d'un estil “a la moderna” o renaixentista, junt a una segona altura que ens remet a un llenguatge de tradició gòtica valenciana; i, per acabar, un remat propi del segle xvi. Aquesta mena d'hibridació era una pràctica comuna en aquesta època, quan les localitats pròximes a la ciutat de València començaven a rebre aquest nou llenguatge, encara que no foren utilitzats d'una manera rigorosa i correcta.

## Arxiu Municipal d'Alzira
Allotjat en un edifici de nova planta, inaugurat el 2003, però situat al carrer Salineries, 1, darrere mateix de la Casa Consistorial, conté alguns dels documents més importants del País Valencià. Destaquen la sèrie de pergamins de la Cancelleria Reial, la col·lecció dels Llibres dels Actes dels Jurats e Concell, el repertori de Protocols Notarials, els Padrons de la Séquia Reial del Xúquer, i el més valuós, el còdex miniat del segle xiv Aureum Opus Privilegiorum Regni Valentie, llibre que recull un registre de privilegis. Datat del 1380, en els segles XV i XVI s'afegiren més privilegis.
Actualment exerceix d'arxiver municipal Aureliano-J. Lairón Plà.
A més, el palau guarda una important col·lecció artística, amb obres d'autors com Teodor Andreu o Vicent Requena amb el Retaule de Sant Silvestre.